# Pseudorhaphitoma confortinii
Pseudorhaphitoma confortinii is een slakkensoort uit de familie van de Mangeliidae. De wetenschappelijke naam van de soort is voor het eerst geldig gepubliceerd in 2007 door Bozzetti.